# Gedera
Gedera, o Gdera (in ebraico גדרה‎?) è una città di Israele, appartenente al Distretto Centrale. È situata tra le città di Rehovot a nord e Ashdod a ovest.